# Riba-roja de Túria (métro de Valence)
Riba-roja de Túria est une station terminus de la ligne 9 du métro de Valence. Elle est située rue du Projet-N°21, à Riba-roja de Túria.

## Situation sur le réseau
Établie en surface, la station Riba-roja de Túria du métro de Valence est située sur la ligne 9, dont elle constitue le terminus ouest, avant Masia de Traver.

## Histoire
La station ouvre au public le 6 mars 2015, à l'occasion d'un prolongement du réseau.